# Anyphaena pontica
Anyphaena pontica là một loài nhện trong họ Anyphaenidae.
Loài này thuộc chi Anyphaena. Anyphaena pontica được miêu tả năm 1988 bởi Weiss.